# Свято-Троицкий храм (Мелитополь)
Храм во имя Святой Живоначальной Троицы — православный храм в городе Мелитополе. Относится к Запорожской и Мелитопольской епархии Украинской Православной Церкви (Московского патриархата). Настоятель храма — протоиерей Юрий Попов. Храм расположен по адресу ул. Ломоносова, 176.

## История
Храм построен неподалёку от того места, где в 1941—1960 годах находилась Троицкая церковь. Эта церковь открылась во время немецкой оккупации, в 1941 году, в арендованном доме. В 1960 году проводить богослужения в здании было запрещено. Община попыталась арендовать другое здание, но жители соседних домов выступили против этого с коллективным заявлением, и община была расформирована.
7 апреля 1997 года состоялось организационное собрание общины будущего Свято-Троицкого храма, и 17 июня 1997 года община была официально зарегистрирована.
3 ноября 1997 года был составлен договор о бесплатном пользовании имуществом, а 23 декабря 1997 года подписан договор о передаче здания храма в собственность общины. Настоятелем храма был назначен иерей Юрий Попов.
4 декабря 1997 года, в день Введения во храм Пресвятой Богородицы, в храме состоялось первое богослужение.
С 1998 года на средства прихожан храм постоянно обновлялся и ремонтировался. 14 апреля 2009 года на колокольне храма были установлены купол и крест.

## Воскресная школа
С 1997 года при храме действует воскресная школа. Для младших учеников школы делается упор на рукоделие, а старшеклассники проходят основы Православной веры и Богослужения, а также по оригинальной методике изучают грамматику церковнославянского языка.